# Agi jezik
Agi jezik (ISO 639-3: aif), jezik kojim govori 960 (2003 SIL; 700, 1993. SIL) u papua novogvinejskoj provinciji Sandaun.
Pripada porodici torricelli, skupini wapei-palei, podskupini palei.

## Vanjske poveznice
- Ethnologue (15th)